# Аллегені (округ, Вірджинія)
Шаблон:StateAbbr_ 37°47′ пн. ш. 80°01′ зх. д. / 37.78° пн. ш. 80.01° зх. д.
Округ Аллегені (англ. Alleghany County) — округ (графство) у штаті Вірджинія, США. Ідентифікатор округу 51005.

## Історія
Округ утворений 1822 року.

## Демографія
За даними перепису 2000 року загальне населення округу становило 12926 осіб, зокрема міського населення було 3813, а сільського — 9113. Серед мешканців округу чоловіків було 6450, а жінок — 6476. В окрузі було 5149 домогосподарств, 3868 родин, які мешкали в 5812 будинках. Середній розмір родини становив 2,85.
Віковий розподіл населення поданий у таблиці:
| Стать    | До 15 років | 15-21 | 22-29 | 30-39 | 40-49 | 50-65 | 65-85 | Понад 85 |
| -------- | ----------- | ----- | ----- | ----- | ----- | ----- | ----- | -------- |
| Чоловіки | 1275        | 568   | 500   | 898   | 952   | 1381  | 813   | 63       |
| Жінки    | 1142        | 466   | 476   | 926   | 1002  | 1315  | 1005  | 144      |

## Суміжні округи
- Бат — північ
- Рокбридж — схід
- Ботаторт — південний схід
- Крейг — південь
- Монро, Західна Вірджинія — південний захід
- Ґрінбраєр, Західна Вірджинія — захід

## Виноски
1. ↑  U.S. Decennial Census. United States Census Bureau. Архів оригіналу за 26 квітня 2015. Процитовано 31 грудня 2013.
2. ↑  Historical Census Browser. University of Virginia Library. Архів оригіналу за 11 серпня 2012. Процитовано 31 грудня 2013.
3. ↑  Population of Counties by Decennial Census: 1900 to 1990. United States Census Bureau. Архів оригіналу за 15 грудня 2013. Процитовано 31 грудня 2013.
4. ↑  Census 2000 PHC-T-4. Ranking Tables for Counties: 1990 and 2000 (PDF). United States Census Bureau. Архів оригіналу (PDF) за 18 грудня 2014. Процитовано 31 грудня 2013.
5. ↑  State & County QuickFacts. United States Census Bureau. Архів оригіналу за 7 червня 2011. Процитовано 31 грудня 2013. [Архівовано 2011-06-07 у Wayback Machine.](англ.) Наведено за англійською вікіпедією.
6. ↑  American FactFinder. Бюро перепису населення США. Архів оригіналу за 26 лютого 2012. Процитовано 31 січня 2008. [Архівовано 2008-05-21 у Wayback Machine.]

| США | Це незавершена стаття з географії США. Ви можете допомогти проєкту, виправивши або дописавши її. |